# Veliko Tărnovo
Veliko Tărnovo (betyder "Stora Tărnovo"; även Veliko Tŭrnovo, samt äldre enbart Turnovo, Trnovo eller Tirnova; bulgariska: Велико Търново) är en stad i norra mellersta Bulgarien, 240 kilometer nordöst om Sofia. Den är huvudstad för regionen med samma namn, och hade 68 320 invånare (2015). Staden ligger på sidan av en bergsrygg över floden Jantra. Floden tar fyra tvära svängar under staden och runt tre mestadels obebodda berg: Tsarevets, Sveta Gora och Trapezitsa.

## Historia
Veliko Tărnovos kända historia börjar under fjärde årtusendet före vår tideräkning med lämningar efter mänskliga bosättningar i den västra delen av staden. Arkeologiska bevis för boplatser från tredje årtusendet före vår tideräkning har hittats på berget Trapezitsa. Under det andra årtusendet före år 1 bosatte sig thraker vid stränderna av floden Jantra under berget Tsarevets branta sluttningar. Berget blev befäst av romarna under det första årtusendet och på 400-talet byggde bysantinerna under kejsare Justinianus I ett fästningstorn med en liten stad på berget.
År 681 upprättade ett avtal mellan den bulgariske khanen Asparuch och den bysantinske kejsaren Konstantin IV det första bulgariska riket. Riket blomstrade och utvidgades samtidigt som fientligheter med Bysans tilltog. År 972 förklarade den bysantinske kejsaren Johannes I Tzimiskes nordöstra Bulgarien som en bysantinsk provins. År 1018 hade hela Bulgarien fallit under bysantinskt styre.
År 1185 gjorde bröderna Asen och Petăr uppror mot det bysantinska imperiet och utropade det andra bulgariska riket med Tărnovgrad, det dåvarande namnet på Veliko Tărnovo, som huvudstad. 1186 invigdes kyrkan "Sankt Dimităr" och Petăr utropades till kung Peter II av Bulgarien. Staden blomstrade och växte i 200 år tills den erövrades av Osmanska riket 17 juli 1393 efter en tre månader lång belägring. Fortet på berget förstördes. Tărnovgrad var platsen för två misslyckade uppror mot Osmanska riket 1598 och 1686.

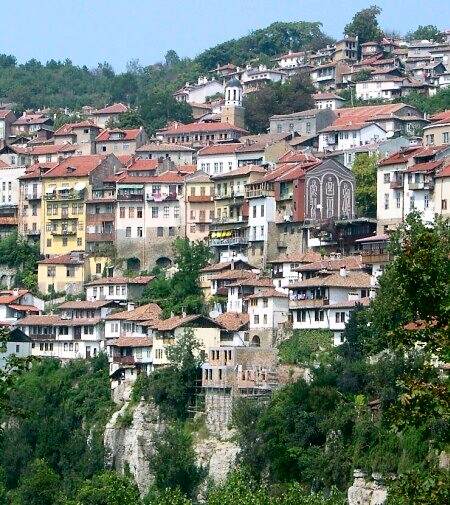
Gamla staden i Veliko Tărnovo, september 2002.

Tărnovgrad, liksom resten av Bulgarien, förblev under osmanskt styre till 1800-talet, då nationell identitet och kultur blev viktiga som en motståndsrörelse. Idén om en självständig bulgarisk kyrka och nation var motivet till upproren i Tărnovgrad 1875 och 1876. Den 23 april 1876 skedde aprilupproret i staden. Det blev början till slutet för det osmanska styret. Upproret följdes av rysk-turkiska kriget (1877–1878). 7 juli 1877 befriade den ryske generalen Iosif Gurko Tărnovgrad. Bulgariska revolutionärer med stöd av ryska armén gjorde slut på osmanska rikets makt, och 1878 skapade Berlinfördraget Furstendömet Bulgarien mellan Donau och bergskedjan Stara Planina, med den gamla bulgariska huvudstaden Veliko Tărnovo som säte. 17 april 1879 möttes den första nationalförsamlingen i Veliko Tărnovo för att godkänna landets nya författning, som blev känd som Tărnovoförfattningen, och officiellt göra Sofia till Bulgariens huvudstad. 
För att hedra stadens historia valde Ferdinand av Bulgarien "De fyrtio martyrernas kyrka" i Veliko Tărnovo till platsen där han förklarade Bulgariens fullständiga självständighet 5 oktober 1908.
År 1965 döptes Tărnovo om till Veliko Tărnovo.

## Sevärdheter
- Ruinerna av fästningen Tsarevets, som en gång innehöll det kungliga slottet, på toppen av en stor kulle.
- Museum över den bulgariska renässansen (på ulitsa Ivan Vazov), som avbildar Bulgariens kulturella och religiösa uppvaknande under 1800-talet.

## Vänorter
- Toledo, Spanien
- Bayonne, Frankrike
- Serrai, Grekland
- Sopron, Ungern
- Ohrid, Nordmakedonien
- Bitola, Nordmakedonien
- Tarxien, Malta
- Kraków, Polen
- Iași, Rumänien
- Asti, Italien
- Tver, Ryssland
- Niš, Serbien
- Poltava, Ukraina
- Colonia Tovar, Venezuela
- Brașov, Rumänien
- Cetinje, Montenegro
- Tekirdağ, Turkiet
- Edzjmiatsin, Armenien